# Heinrich Ludwig Hermann Müller
Pour les articles homonymes, voir Müller et Heinrich Müller (homonymie).
Heinrich Ludwig Hermann Müller (Mühlberg, 23 septembre 1829 – Prad am Stilfserjoch, 25 août 1883) est un botaniste et un zoologiste allemand.

## Biographie
Il est l'auteur de Die Befruchtung der Blumen durch Insekten (1873) qui confirme une idée émise par Charles Darwin (1809-1882) dans The fertilisation of flowers. Müller et Darwin entretiennent une correspondance suivie (36 lettres entre les deux hommes sont connues) Darwin le cite à de nombreuses reprises dans son ouvrage The Descent of Man au sujet des informations sur le comportement des abeilles que Müller lui a fourni.